# Льянос-де-Касерес
Лья́нос-де-Ка́серес (исп. Llanos de Cáceres, эстр. Chanus de Caçris) — район (комарка) в Испании, входит в провинцию Касерес в составе автономного сообщества Эстремадура. В него входит как подрайон Куатро-Лугарес.

## Муниципалитеты
1. Алиседа
2. Алькуэскар
3. Альдеа-дель-Кано
4. Арройо-де-ла-Лус
5. Касерес (город)
6. Каньявераль
7. Касар-де-Касерес
8. Гарровильяс-де-Альконетар
9. Мальпартида-де-Касерес
10. Мирабель (Касерес)
11. Монтанчес
12. Сьерра-де-Фуэнтес
13. Талаван
14. Торре-де-Санта-Мария
15. Торремоча (Касерес)
16. Торреоргас
17. Торрекемада